# 모하비군

애리조나주 지도에 표시된 모하비 군의 위치

모하비군(Mohave County)는 미국 애리조나주의 북서쪽 끝에 자리잡은 군이다. 2010년 인구통계에 따르면 모하비 군의 인구는 20만 1백 86명으로, 2000년의 통계치인 15만 5천 32명에서 4만 5천 1백 54명 증가하였다. 카운티청 소재지는 킹먼, 최대도시는 레이크해버수시티다.
그랜드 캐니언-패러섄트 기념물, 그리고 그랜드 캐니언 국립공원과 레이크 미드 국립휴양지의 일부가 모하비 군에 속한다. 카이바브, 후알라파이 등의 원주민 보호 구역 또한 이 군 안에 위치하고 있다.

## 역사
모하비 군은 애리조나 준주 의회 제1회기가 최초에 창설한 네 군 중 하나이다. 모하비 군의 영토는 서경 113도 20분보다 서쪽, 빌 윌리엄즈 강의 북쪽으로 규정되었다. 1865년 파유테 군이 모하비 군으로부터 분리되었다. 파유테 군의 영토 대부분은 1866년 네바다주에 이양되었고, 나머지 지역이 1871년 모하비 군으로 돌아왔다. 현재의 영역은 1881년에 확정된 것이다.

## 지리
2000년의 인구 조사에 따르면 모하비 군의 총 면적은 13,469.71 제곱마일(34,886.4 제곱킬로미터)이며, 그 중 육지는 13,311.64 제곱마일(34,477.0 제곱킬로미터), 수역은 158.07 제곱마일(409.4 제곱킬로미터)로 수역의 비율은 1.17 퍼센트이다. 모하비 군은 알래스카주의 군 지역을 제외한 미국의 군들 중 다섯 번째로 크다.
군의 서쪽 경계 대부분은 콜로라도강과 접해있고 캘리포니아주, 네바다 주, 유타주 등과 맞닿아있다. 콜로라도 강은 모하비 군을 동쪽에서 서쪽으로 흐른다. 이 강의 경계에 따라 애리조나의 지리적 지역이 북부의 애리조나 스트립 지역과 남부의 모하비 사막 지역으로 갈린다.

### 인접 군
- 유타주 워싱턴군 - 북쪽
- 유타주 케인군 - 북동쪽
- 애리조나주 코코니노 군 - 동쪽
- 애리조나주 야바파이 군 - 동쪽
- 애리조나주 라파즈군 - 남쪽
- 캘리포니아주 샌버너디노군 - 남서쪽
- 네바다주 클라크군 - 서쪽
- 네바다주 링컨군 - 북서쪽

### 국립보호구역
- 빌 윌리엄즈 강 국립야생생물보호구역 (일부분)
- 그랜드 캐니언 국립공원 (일부분)
- 그랜드 캐니언-파라섄트 국립기념물
- 하바수 국립 야생생물보호구역 (일부분)
- 카이밥 국유림 (일부분)
- 레이크 미드 국립휴양지 (일부분)
- 파이프스프링 국립기념물

## 교통

### 주요 고속도로
- 주간고속도로 15호선
- 주간고속도로 40호선
- 국도 93호선
- 애리조나 주도 66호선
- 애리조나 주도 68호선
- 애리조나 주도 95호선
- 애리조나 주도 389호선

## 인구
| 인구조사                                                      | 인구    | Note  | %±     |
| ------------------------------------------------------------- | ------- | ----- | ------ |
| 1870년                                                        | 179     |       | —      |
| 1880년                                                        | 1,190   |       | 564.8% |
| 1890년                                                        | 1,444   |       | 21.3%  |
| 1900년                                                        | 3,426   |       | 137.3% |
| 1910년                                                        | 3,773   |       | 10.1%  |
| 1920년                                                        | 5,259   |       | 39.4%  |
| 1930년                                                        | 5,572   |       | 6.0%   |
| 1940년                                                        | 8,591   |       | 54.2%  |
| 1950년                                                        | 8,510   |       | −0.9%  |
| 1960년                                                        | 7,736   |       | −9.1%  |
| 1970년                                                        | 25,857  |       | 234.2% |
| 1980년                                                        | 55,865  |       | 116.1% |
| 1990년                                                        | 93,497  |       | 67.4%  |
| 2000년                                                        | 155,032 |       | 65.8%  |
| 2010년                                                        | 200,186 |       | 29.1%  |
| 2019 (추산)                                                   | 212,181 | [ 4 ] | 6.0%   |
| U.S. Decennial Census 1790–1960 1900–1990 1990–2000 2010–2018 |         |       |        |

2010년 미국 인구 통계에 따르면 모하비 군의 인구는 20만 1백 86명이다.
- 1870년: 179명
- 1880년: 1,190명 (564.8%)
- 1890년: 1,444명 (21.3%)
- 1900년: 3,426명 (137.3%)
- 1910년: 3,773명 (10.1%)
- 1920년: 5,259명 (39.4%)
- 1930년: 5,572명 (6.0%)
- 1940년: 8,591명 (54.2%)
- 1950년: 8,510명 (-0.9%)
- 1960년: 7,736명 (-9.1%)
- 1970년: 25,857명 (234.2%)
- 1980년: 55,865명 (116.1%)
- 1990년: 93,497명 (67.4%)
- 2000년: 155,032명 (65,8%)
- 2010년: 200,186명 (29.1%)

인구 구성은 다음과 같다.
- 백인 86.9%
- 아프리카계 미국인 0.9%
- 아메리카 원주민 2.2%
- 아시아계 미국인 1.1%
- 하와이계 또는 오세아니아계 미국인 0.2%
- 다민족계 2.7%
- 기타 6.0%
- 라틴계 14.8%

## 주요 도시
주요 도시로 행정 중심지인 킹맨을 비롯, 레이크해버수시티, 불헤드시티 등이 있다.

## 교육
대학으로는 모하비 커뮤니티 칼리지가 설립되어 있다.